# Jugovići (Loznica)
Jugovići (Servisch cyrillisch Југовићи) is een plaats in de Servische gemeente Loznica. De plaats telt 168 inwoners (2002).